# Andréas Johansson (mördare)
Andréas Sten-Owe Johansson, född 7 december 1976 i Trollhättans församling, Älvsborgs län, och år 2013 dömd för mordet på Ida Fässberg.

## Biografi
Johansson har ett förflutet inom nazistkretsar, och var välkänd av polisen, då han under 1990-talet en tid ledde partiet Nationalsocialistisk front i Trollhättan. Under denna tid anslöt sig bland andra Daniel Höglund, som senare blev partiledare för Svenskarnas parti. Johansson har även varit ordförande i Nationella frihetsfronten.
Under en tid då Trollhättan pekades ut som ett av de större nazistfästena i Sverige dömdes Johansson 1993 för misshandel av en somalisk man där. En månad efter att misshandeln ägt rum uppmärksammades staden på nytt då Trollhättans moské brändes ner av nynazister.
Johansson har även dömts för grov kvinnofridskränkning, kvinnomisshandel och hets mot folkgrupp och fått besöksförbud mot flera kvinnor.
Efter misshandeln 1993 stängde Utbildningsnämnden av honom från gymnasiet, och Johansson blev tvångsomhändertagen av socialtjänsten. Under sin tid i Nationalsocialistisk front anordnades även Rudolf Hess minnesmarsch i Trollhättan 1996. År 1999 var Johansson en av Sveriges ledande nazister och en av de 62 personer som hösten 1999 uppmärksammades i ett kvällstidningsreportage "De hotar demokratin".

### Mord
Johansson dömdes mot sitt nekande till 16 års fängelse för mordet på Ida Fässberg den 30 juni 2013. Han överklagade tingsrättens dom till hovrätten, som de höll fast vid tingsrättens dom. Johansson överklagade även till Högsta domstolen, som inte medgav prövningstillstånd. En kort tid efter att polisen påträffat blodspår i Fässbergs lägenhet fick räddningstjänsten ett larm om en brinnande bil utanför Grästorp, öster om Trollhättan, som då stod skriven på Johansson, som Ida Fässberg tidigare haft en relation med. Johansson anhölls misstänkt för människorov, men släpptes senare fri, då bevisen inte räckte för häktning.
I mitten av juli stärktes återigen misstankarna mot Johansson, som då häktades i sin frånvaro på sannolika skäl misstänkt för mord och efterlystes internationellt. Polisen kunde knyta honom till lägenheten då de bland annat hittat hans DNA på en ölburk. Johansson hade då åkt till Warszawa tillsammans med en vän, och anmälde sig frivilligt på den svenska ambassaden. Han utlämnades senare till Sverige.
Johansson tog efter mordet hjälp av två vänner att flytta kroppen och den 8 augusti 2013 påträffades Fässbergs kropp i en skogsdunge i Grästorp. Den rättsmedicinska utredningen kunde konstatera att Fässberg misshandlats till döds.
I slutet av mars 2024 släpptes Johansson från fängelset.

## I media
Mordet uppmärksammades hösten 2019 i ett avsnitt av kriminalprogrammet Svenska fall.
Under sin tid på anstalten Salberga skrev Johansson sin debutbok, Rädsla och raseri, som gavs ut i slutet av 2020. I boken berättar Johansson om sitt liv hittills samt erkänner mordet på Ida Fässberg. Recensenten Max Hebert beskriver Johanssons berättelse som "obehaglig och viktig". Johansson har därefter 2022 gett ut Burfåglar - Betraktelser från ett högsäkerhetsfängelse samt 2023 Rannsakan och revolt.